# 婆苏密多罗
婆苏密多罗（世友）(Vasumitra 或Sumitra，根据Matsya Purana d稿) （前131-前124年在位），巽伽王朝第四任君主。阿耆尼密多罗和Dharini之子，婆苏逝瑟吒的兄弟。
在Mālavikāgnimitram, act 5, verse 14中, 迦梨陀娑称，婆苏密多罗看守着华友王放出的献祭马，并在印度河边打败了喻尼（印度-希腊人）骑兵。
巴纳的Harshacharita 提到Sumitra（即婆苏密多罗）在参加一次戏剧活动时，被米特拉提婆(Mitradeva或Muladeva)杀死。根据不同的往世书记载，之后登上王位的是Andhraka, Antaka, Bhagabhadra或Bhadra。